# Dekanat Brzeg południe
Dekanat Brzeg południe – jeden z 33 dekanatów w rzymskokatolickiej archidiecezji wrocławskiej.
W skład dekanatu wchodzi 10 parafii:
- parafia Miłosierdzia Bożego → Brzeg
- parafia św. Mikołaja → Brzeg
- parafia Najświętszej Maryi Panny Różańcowej → Brzezina
- parafia Najświętszej Maryi Panny Różańcowej → Kruszyna
- parafia Wniebowzięcia Najświętszej Maryi Panny → Lewin Brzeski
- parafia św. Jana Chrzciciela → Łosiów
- parafia św. Jakuba → Małujowice
- parafia św. Jadwigi → Michałów
- parafia Najświętszego Serca Pana Jezusa → Pogorzela
- parafia św. Stanisława Biskupa i Męczennika → Skarbimierz